# León Gieco
Raúl Alberto Antonio Gieco, conocido como León Gieco (Cañada Rosquín, 20 de noviembre de 1951), es un músico y cantante popular argentino.
León Gieco se caracteriza por haber mezclado el género folclórico con el rock argentino. Aunque es más apreciado en su país, donde el contenido de sus canciones a favor de los derechos humanos, los campesinos y pueblos originarios, el apoyo a los discapacitados y la solidaridad con los marginados, lo hizo atractivo a quienes compartían su pensamiento, su fama se extiende más allá de su tierra: se presenta frente a audiencias de otros países -en especial en países donde hay grandes colonias de inmigrantes argentinos- y es, a menudo, descrito como "el Bob Dylan de Argentina".
Comenzó esta fusión con su álbum debut, León Gieco (1973), lanzado por el sello Music Hall, fundado en Argentina en los años cincuenta, y que poseía un importante catálogo de diversos géneros, incluso folklore, tango, rock y música clásica. En 1978 presentó Sólo le pido a Dios canción que le hizo ganar reconocimiento internacional y recorrer el mundo, en especial a partir de la versión interpretada por Mercedes Sosa. Gieco grabó varios álbumes durante mediados de los setenta, todos populares. Tras la quiebra del MH, intentó producir a través de una firma propia, Cañada, pero tras el fracaso de Semillas del Corazón, única referencia del flamante sello, firmó contrato con una multinacional, EMI, que publicó todos sus trabajos de allí en más.
Su carrera es muy amplia. En sus más de 40 años de carrera, ha editado 14 álbumes de estudio con canciones de su autoría, tomándose pausas importantes, de hasta cuatro años, entre un disco y otro. La cuenta llega a más de cuarenta discos si se incluyen también álbumes en vivo, colaboraciones con otros artistas, recopilaciones, y versiones de sus canciones y de otros compositores.
Ha experimentado con otros musicales: el rock, la cumbia villera, la murga, el pop, el candombe, el heavy metal o el chamamé.

## Biografía

### Primeros años
Gieco nació el 20 de noviembre de 1951 en una chacra cercana a Cañada Rosquín, en el centro de la provincia de Santa Fe, en una familia de ascendencia piamontesa. Empezó a trabajar a la edad de 7 años. Compró una guitarra con su dinero, y comenzó a tocarla en actos escolares. Formó un grupo de folklore, pero a la vez comenzó a tocar en una banda de rock, Los Moscos, que pronto adquirió popularidad en los pueblos vecinos. Interpretaron canciones de los Beatles, los Rolling Stones y del Spencer Davis Group, cuando ganaron un concurso para tocar en el Canal 5 de Rosario en 1965.
Su apodo se debe a un episodio sucedido cuando comenzaba a dar sus primeros pasos en la música, en una ocasión en la que preparaban los instrumentos para una prueba de sonido, junto a Los Moscos. Al realizar la conexión de unos aparatos de amplificación, lo hizo en forma incorrecta por lo cual el equipo resultó dañado y se quemó. Al suceder esto uno de los integrantes del conjunto lo increpó diciéndole: «¿Qué hacés? ¡Este sí que es rey de las bestias!», por lo cual años más tarde Gieco decidió adoptar el sobrenombre de León.

### Los años setenta y sus primeros éxitos
A los 18 años fue a probar suerte a Buenos Aires. Allí fue empleado público en la empresa telefónica ENTEL. Tomó clases de guitarra con Gustavo Santaolalla, quien se interesó por sus canciones, le dio la oportunidad de tocar al comienzo de los espectáculos de artistas más reconocidos, y de grabar un disco. En 1972, integró el colectivo cultural de música de protesta Canto Popular Urbano junto a Raúl Porchetto, entre otros. Los principios de este movimiento eran «servir al pueblo con sus canciones y poemas, luchar sin cuartel contra la corrupción que la dominación imperialista impone a las actividades de la cultura, estimular el combate antiimperialista y antioligárquico de las clases populares». Decidió distanciarse al poco tiempo para comenzar su carrera como solista.
Con la recomendación de Santaolalla, consiguió tocar con artistas, entre los cuales estaba David Lebón, y en el Buenos Aires Rock Festival en 1971, 1972 y 1973. Ese año fue lanzado su primer álbum, León Gieco, grabado de manera independiente junto a Gustavo Santaolalla durante los dos años anteriores. Sus canciones principales fueron Hombres de hierro, composición inspirada en Blowin' in the Wind, de Bob Dylan, como Gieco reconoce, se basa en las sensaciones experimentadas a partir de la rebelión popular conocida como El Mendozazo. 
Un año después, su segundo LP, La banda de los caballos cansados, tomó su nombre de la canción  "All the Tired Horses" del álbum Self Portrait de Dylan, y el mismo estilo musical. Gieco realizó conciertos con un grupo estable de músicos, como otras presentaciones con Porsuigieco, el grupo formado con Raúl Porchetto, Charly García, Nito Mestre y María Rosa Yorio. Tuvieron un relativo éxito y lanzaron un disco homónimo en 1976. Mientras, él continuaba con su otro grupo, y tenía un contrato para dos shows, pero la separación de la banda lo forzó a hacer esos shows por su cuenta. Al público pareció gustarle su espectáculo como solista, y Gieco decidió continuar su carrera así. 
En 1976, lanzó El fantasma de Canterville. El disco sufrió la censura del autodenominado Proceso de Reorganización Nacional; Gieco tuvo que cambiar la letra de seis canciones y eliminar otras tres. Sin embargo, tuvo buenas ventas y realizó conciertos no solo en Argentina, sino en Sudamérica. 
El 28 de julio de 1978, se presentó en el estadio Luna Park, en el Festival de la Fundación de la Genética Humana cuyo objetivo era obtener y facilitar los medios para proveer información diagnóstica y preventiva de las enfermedades genéticas, presidida por la primera dama, Alicia Hartridge Lacoste de Videla. Fue una fecha histórica, ya que marcó el debut oficial de Serú Girán, además de la que sería la única presentación en Argentina de una de las bandas más reconocidas del rock progresivo en Latinoamérica: los brasileños Casa das Maquinas, que pese a dar un estupendo show fueron abucheados por su sola condición de brasileños por un público enfervorizado por la reciente obtención del Mundial de Futbol de 1978. El público fue muy violento con todos los artistas intervinientes, en especial con Serú Girán. Esto agravó la depresión de Gieco que abusaba del alcohol y las drogas y había recibido amenazas anónimas por teléfono. Pese a estar pendiente su cuarto longplay, decidió probar suerte en el exterior, pero el exilio fue breve. En pocos meses, recorrió Latinoamérica, Estados Unidos, algo de Europa, pero no logró asentarse, no pudo con el desarraigo y la depresión. Volvió en 1979 y editó su 4.º L. P. La censura de años anteriores ya no lo afectó y logró el mayor éxito de su carrera, que lo haría conocido en el mundo: Sólo le pido a Dios.

### Los ochenta: masivo e internacional

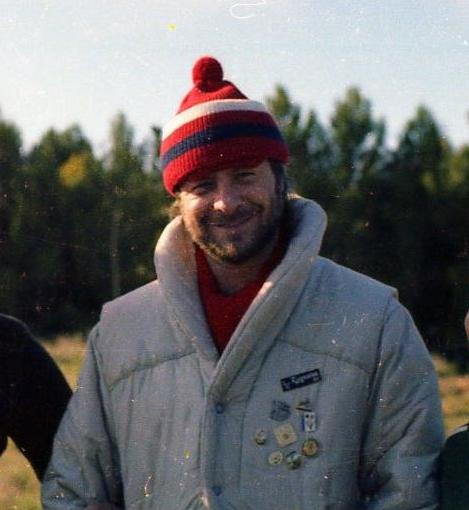
León Gieco de gira por Bahía Blanca con dos presentaciones en el Teatro Municipal (1981).

En 1981 dio un concierto en Buenos Aires acompañado solo por su guitarra, su armónica, y su charango. Grabó Pensar en nada. Ese año comenzó una serie de conciertos independientes a lo largo de 110.000 km, durante tres años, para un total de 420 000 personas.
Recopiló material de los lugares que visitó en Argentina durante esa gira y grabó en Buenos Aires junto a músicos autóctonos el primer volumen de De Ushuaia a La Quiaca en 1985. Los siguientes, De Ushuaia a La Quiaca 2 y 3, fueron grabados en un estudio móvil en diferentes ciudades.
En 1985 fue a Moscú para el 12.º Festival Mundial de la Juventud y los Estudiantes junto a Juan Carlos Baglietto y Litto Nebbia en representación de Argentina. Obtuvo el Premio Konex de Platino como Mejor Cantante de Rock. Dio conciertos en Alemania con su amiga Mercedes Sosa, y al regresar a Argentina dio otra gira en 1986. En 1987 volvió a Alemania para dar siete recitales, incluso el Festival des Politischen Liedes (festival de la canción política) en Berlín.
Cuando volvió, dio dos recitales gratuitos; uno ante cuarenta mil espectadores en el Monumento Nacional a la Bandera en Rosario, y otro para treinta y cinco mil en Buenos Aires. En el estadio de Boca Juniors dio un recital junto a Pablo Milanés y Chico Buarque, y músicos invitados como Mercedes Sosa, Fito Páez, Nito Mestre, Juan Carlos Baglietto y Sixto Palavecino. A fines de ese año, realizó una gira que incluyó México, Perú, Brasil, Suecia, Alemania y Dinamarca.
De nuevo, en 1988, tocó en Alemania y Austria. De regreso en Argentina participó del último concierto del Amnesty International tour en el estadio Monumental de River Plate, con Charly García, Peter Gabriel, Bruce Springsteen, Sting, Tracy Chapman, entre otros.
Luego de ocho años de gira, en 1989 el disco Semillas del corazón marcó su regreso a los estudios. Este trabajo incluyó una canción a dúo con uno de los máximos ídolos de América: Sandro. La canción fue grabada en los estudios particulares del ídolo. Ese año, tocó en el Teatro Ópera de la ciudad de Buenos Aires con la leyenda estadounidense de la música folk Pete Seeger. El material fue editado en el disco de 1990 Concierto en vivo. El año siguiente, Seeger lo invitó a unirse a una gira por Washington, Boston y Nueva York. Allí tocó con David Byrne, a quien había conocido en la capital argentina.

### Los años 1990: compartiendo con todos
En 1992, tocó con Milton Nascimento, Mercedes Sosa, Os Paralamas do Sucesso, Gilberto Gil y Rubén Rada en la inauguración del Latin American Parliament en la ciudad brasileña de São Paulo. Lanzó Mensajes del alma, de donde se desprenden canciones como Cinco siglos igual y el aclamado rap Los Salieris de Charly que también tuvo éxito en Chile.
En 1994 editó Desenchufado, un nombre irónico que hacía referencia a los populares recitales de MTV unplugged, con un compilado de canciones viejas. El 7 de octubre, junto con grupos y músicos chilenos, participó en el concierto homenaje al legendario cantautor chileno Víctor Jara (torturado y asesinado por los militares durante el régimen de Augusto Pinochet); el concierto se llevó a cabo en el Teatro Monumental de Santiago de Chile. Fue en estos años en que él tuvo un mayor acercamiento a ese país, ya que participó como invitado de Mercedes Sosa en el Festival Internacional de la Canción de Viña del Mar de 1992 y colaboró con grupos chilenos como Congreso y Los Jaivas.
En 1997 apareció el álbum Orozco, que si bien tenía algunas canciones que no continuaban su pasado folclorista, poseía su estilo y muchos músicos invitados participaron de la grabación, como Mercedes Sosa, Ricardo Mollo y Santaolalla. De este álbum se desprenden los sencillos de la muy crítica El imbécil y la canción pop casi humorística Ojo con los Orozco. Esta última, casi hablada con una única vocal, la «O»; tuvo un gran recibimiento en Argentina y en el extranjero, debido en gran parte a su peculiar videoclip protagonizado por Alfredo Casero. Además en ese año, participó en el recital que conmemoró los 20 años de las Madres de Plaza de Mayo, junto a bandas como Divididos, Las Pelotas, La Renga, Los Piojos y Attaque 77. También en 1997, se editó en Argentina Juntos por Chiapas, con artistas latinoamericanos como Mercedes Sosa, Charly García (con Serú Girán), Fito Páez, Paralamas, Divididos, Café Tacuba, Illya Kuryaki and the Valderramas, Los Tres, Andrés Calamaro, entre otros, con el fin de recaudar fondos destinados a las comunidades indígenas del estado mexicano de Chiapas, y en apoyo del EZLN. Aquí Gieco colaboró con el tema El señor Durito y yo.
En 1998, el diario Página/12 publicó un material con rarezas, canciones nunca editadas y distintas versiones de sus temas conocidos en una serie de siete discos llamada La historia ésta.
También en 1998, como parte de los festejos del 50.° aniversario de la fundación del estado de Israel cantó el tema Libkot leja, canción dedicada al asesinado primer ministro israelí Isaac Rabin, junto al cantante local Aviv Geffen. También en ese año participó en el disco Tributo a Víctor Jara, donde interpretó su Plegaria a un labrador.

### El nuevo milenio y actualidad

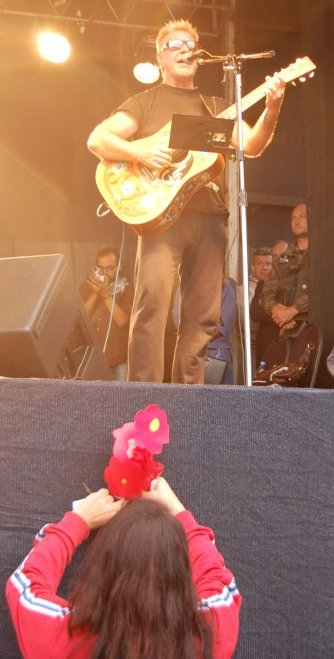
Gieco dando un concierto, en un acto de recuperación del terreno donde funcionó el Centro Clandestino de Detención (CCD) de La Perla (provincia de Córdoba).

En 2001 edita el álbum Bandidos rurales, hasta ahora uno de los más exitosos de su carrera, en el que intervienen una larga lista de artistas invitados, como Víctor Heredia, Charly García, los hermanos Hugo y Osvaldo Fattoruso, Sixto Palavecino, Cuarteto Zitarrosa, Ricardo Mollo, Nito Mestre, Andrés Giménez, Ricardo Iorio, Chizzo Nápoli y Gustavo Santaolalla. El videoclip dio nombre al disco fue grabado en Las Marianas (partido de Navarro), en la provincia de Buenos Aires.
En septiembre de 2003, participó junto con Víctor Heredia, Pedro Aznar, Silvio Rodríguez, y con artistas latinoamericanos e internacionales en el concierto El sueño existe, en homenaje a Salvador Allende en el Estadio Nacional en Santiago frente a miles de espectadores (del cual dos años más tarde se editaría en Chile un DVD del mismo nombre). Siguiendo con los registros en directo, en 2004 editó El vivo de León, un disco en vivo donde hizo un importante repaso a su carrera musical, registrado en el estadio Luna Park de Buenos Aires, en 2003. En esa oportunidad, realizó tres conciertos con público lleno.
En 2005 fue también un año para la salida a la luz de material desconocido: se edita Canciones de un casete perdido, una recopilación de temas que Gieco ejecutó en vivo en sus conciertos entre 1980 y 1981, tomadas por las grabadoras de sus aficionados. Además obtiene el Premio Konex - Diploma al Mérito como mejor Solista de Rock de la década en Argentina.
Tras dos años de silencio Gieco vuelve al ruedo con Por favor, perdón y gracias. Esta placa discográfica le trajo problemas y tuvo que enfrentar demandas judiciales por los polémicos temas Un minuto sobre la tragedia de Cromañón vista desde la óptica del cantante de Callejeros, Patricio Fontanet, quien aparecía como invitado lamentado la mala suerte que le interrumpió la carrera justo cuando llegaba a su máxima notoriedad y Santa Tejerina, sobre el caso de una joven jujeña que mató a su hijo recién nacido aduciendo que era fruto de una violación, lo que fue descartado por la Justicia.
El primer tema del álbum titulado "Yo Soy Juan" hace referencia a la historia de Juan Cabandié Alfonsín, nieto recuperado n.° 77 por las Abuelas de Plaza de Mayo en 2003. La canción a su nacimiento en el ex Centro Clandestino de Detención ex ESMA, donde funcionaba una maternidad clandestina durante última dictadura en la Argentina.
Su corte de difusión fue El ángel de la bicicleta, dedicado a Claudio Pocho Lepratti, un hombre de 35 años que vivía en el barrio Ludueña de Rosario (provincia de Santa Fe), trabajaba en una escuela de bajos recursos del empobrecido sur de la ciudad, colaborando con un comedor infantil. En diciembre de 2001, en medio de la gravísima situación sociopolítica que vivía la Argentina, varios policías tirotearon el comedor, y Lepratti se asomó por la terraza para avisar que había niños en el establecimiento, fue asesinado de un balazo en la garganta. Por las calles de Rosario se ven las pintadas con una bicicleta alada. Eso inspiró la canción.
En 2006 editó Quince años de mí, placa que compila los mejores temas desde 1991. El 24 de marzo de 2007, en el aniversario de los 31 años del golpe militar en Argentina, interpretó La memoria y Como la cigarra, en el acto en Córdoba donde estuvieron el entonces presidente Néstor Kirchner y las Abuelas de Plaza de Mayo. Por aquella época comenzó a reunir a los artistas con capacidades diferentes que compondrían la base del proyecto Mundo alas, que generó una gira, una película que se estrenaría tres años después y un libro que documenta la experiencia.
En abril de 2008 edita el disco triple Por partida triple, en donde comparte canciones junto a artistas argentinos y latinoamericanos, como Ilona y Los Piojos. Mientras, León se dedicó con su banda a recorrer el país llevando su música.

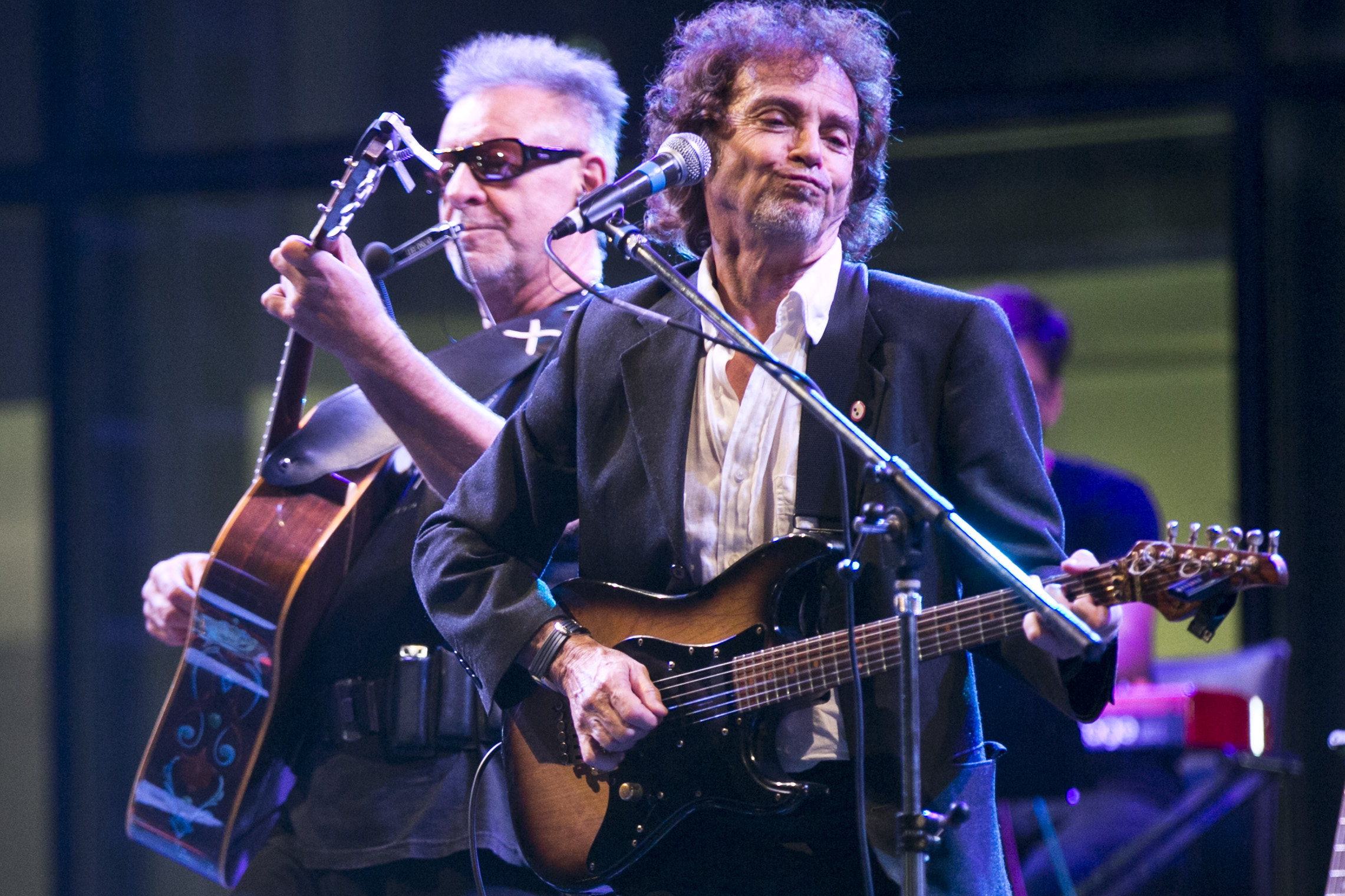
Gieco junto a Raúl Porchetto en 2015.

A fines de 2008 se edita el disco homenaje titulado Gieco querido! Cantando al león, donde artistas de la talla de Mercedes Sosa, Luis Alberto Spinetta y Santaolalla (entre otros), le rinden tributo. En marzo de 2009, sale a la venta el volumen 2, donde Andrés Calamaro, Fabiana Cantilo, Teresa Parodi, Kevin Johansen, Víctor Heredia, e Ismael Serrano, cantaron sus temas más conocidos.
En marzo de 2009, estrenó la película Mundo alas, su debut como director. Se trata de un documental que cuenta la historia de un grupo de artistas discapacitados, que llevan a cabo una gira junto al santafesino por distintas provincias.
En julio de 2009 cerró un festival de música Argentina en Israel junto a Cesar Isella, y en otra ocasión con la cantautora argentina radicada en Israel, Perla Malcos, ante 5000 personas.
En 2015 vuelve a obtener un Diploma al Mérito Konex, esta vez en la categoría Autor / Compositor.
En marzo de 2017 se presentó en el festival Lollapalooza Argentina acompañado por los integrantes de la banda Infierno 18.
El 2 de mayo de 2017, visitó Neuquén y conoció la calle del mismo nombre de artista.
En julio de 2019 participó junto a Víctor Heredia, Pedro Aznar, Liliana Herrero, Lito Vitale, Soledad, Julia Zenko, Piero, Alejandro Lerner, entre otros, en un sentido homenaje a Mercedes Sosa, a diez años de su fallecimiento.
En 2020 fue condenado a pagar una gran suma de dinero por haber despedido en modo injustificado y discriminatorio al iluminador Miguel Ángel "Bebe" Carrizo, quien fuera su empleado por más de 30 años. El trabajador acusó a Gieco de haberlo marginado de una gira europea porque ese continente "es demasiado para un negro pobre y catamarqueño", quien debía "conformarse con Latinoamérica". El tribunal condenó a Gieco a pagarle a Carrizo la suma de 278.499,46 pesos más intereses de los últimos cuatro  años. La demanda iniciada por el Bebe Carrizo en marzo de 2009 preveía un reclamo de 1,3 millones de pesos por entender que era víctima de un “despido injustificado y discriminatorio”. Luego de un intercambio de telegramas, Carrizo se consideró  despedido ya que Gieco no lo llevó a la gira que debía  comenzar el 1 de octubre de 2008.
Durante los atentados del 7 de octubre de 2023 en Israel, Hamás secuestró a su sobrino, el soldado Ron Sherman. Seis días después de los atentados, León Gieco reclamó por medio de un video de Instagram el final del conflicto árabe-israelí y la liberación de su sobrino, pero no obtuvo éxito: su cuerpo sería encontrado dos meses después y el conflicto bélico continúa aún en la actualidad.
El 13 de diciembre de 2024, recibió la distinción Norberto Torres, un premio creado en homenaje a un detenido desaparecido por la dictadura cívico-militar.

## Artistas vinculados

Gieco (quinto) junto a las figuras más destacadas del rock argentino, Charly García, Fito Páez, Andrés Calamaro y Luis Alberto Spinetta.

A lo largo de su carrera, compartió escenario con artistas de gran talla, nacionales e internacionales: Mercedes Sosa, Sixto Palavecino, Sting, U2, Peter Gabriel, Bob Dylan, Silvio Rodríguez, Joan Manuel Serrat, Pablo Milanés, Peteco Carabajal e Ivan Lins, entre otros.
El 21 de enero de 2010, actuó como telonero de la banda de thrash metal estadounidense Metallica, junto con D-mente; banda con la cual en 2009 editó Un León D-mente, un disco en el cual él y la banda realizan nuevas versiones de clásicos en un formato de rock pesado.
El 12 de diciembre de 2010 participó en un multitudinario recital en conmemoración del Día Internacional de los Derechos Humanos que coincidió, en Argentina, con el Día de la restauración de la democracia al recordarse la asunción del presidente Raúl Alfonsín tras siete años de gobierno cívico-militar (1976-1983), y también con los tres años de la presidencia de Cristina Fernández de Kirchner.
El 27 de marzo recibió la máxima distinción otorgada por la Universidad Nacional de Entre Ríos, el honoris causa, en un acto que se desarrolló en el Teatro Municipal 3 de Febrero de Paraná.

## Discografía
Álbumes de estudio
| Disco                               | Año  |
| ----------------------------------- | ---- |
| León Gieco                          | 1973 |
| La banda de caballos cansados       | 1974 |
| El fantasma de Canterville          | 1976 |
| 4º LP                               | 1978 |
| Pensar en nada                      | 1981 |
| De Ushuaia a La Quiaca (Vol. 1)     | 1985 |
| De Ushuaia a La Quiaca (Vol. 2 y 3) | 1986 |
| Semillas del corazón                | 1988 |
| Tesoro, los niños primero           | 1991 |
| Mensajes del alma                   | 1992 |
| Desenchufado                        | 1994 |
| Orozco                              | 1997 |
| De Ushuaia a La Quiaca (Vol. 4)     | 1999 |
| Bandidos rurales                    | 2001 |
| Por favor, perdón y gracias         | 2005 |
| El desembarco                       | 2011 |
| El hombrecito del mar               | 2022 |

## Filmografía
- Mercedes Sosa, como un pájaro libre (1983)
- Perros de la noche (1986)

## Premios y nominaciones

### Premios Grammy Latinos
| Año  | Categoría                         | Trabajo                     | Resultado | Ref.   |
| ---- | --------------------------------- | --------------------------- | --------- | ------ |
| 2002 | Mejor álbum vocal rock solista    | Bandidos rurales            | Nominado  | [ 16 ] |
| 2002 | Mejor canción de rock             | «Ídolo de los quemados»     | Nominado  | [ 16 ] |
| 2004 | Mejor álbum cantautor             | El vivo de León             | Nominado  | [ 16 ] |
| 2006 | Mejor álbum cantautor             | Por favor, perdón y gracias | Nominado  | [ 16 ] |
| 2006 | Álbum del año                     | Por favor, perdón y gracias | Nominado  | [ 16 ] |
| 2010 | Mejor video musical versión larga | Mundo alas                  | Nominado  | [ 16 ] |

### Premios Carlos Gardel
| Año  | Categoría                                          | Trabajo                                                        | Resultado                      | Ref.          |
| ---- | -------------------------------------------------- | -------------------------------------------------------------- | ------------------------------ | ------------- |
| 1999 | Mejor artista de rock                              | Orozco                                                         | Ganador                        | [ 17 ] [ 18 ] |
| 1999 | Canción del año                                    | «Ojo con los Orozco»                                           | Nominado                       | [ 17 ] [ 18 ] |
| 1999 | Mejor videoclip                                    | «Ojo con los Orozco»                                           | Ganador                        | [ 17 ] [ 18 ] |
| 2001 | Premio Gardel de Oro                               | Premio Gardel de Oro                                           | Premio Gardel de Oro           | [ 19 ]        |
| 2002 | Álbum del año                                      | Bandidos rurales                                               | Nominado                       | [ 20 ]        |
| 2002 | Mejor artista masculino de rock                    | Bandidos rurales                                               | Ganador                        | [ 20 ]        |
| 2002 | Mejor diseño de portada                            | Bandidos rurales                                               | Ganador                        | [ 20 ]        |
| 2002 | Realizador del año                                 | Bandidos rurales                                               | Nominado                       | [ 20 ]        |
| 2002 | Canción del año                                    | «Ídolo de los quemados»                                        | Nominado                       | [ 20 ]        |
| 2002 | Mejor videoclip                                    | «Ídolo de los quemados»                                        | Nominado                       | [ 20 ]        |
| 2004 | Mejor álbum artista de rock                        | El vivo de León                                                | Ganador                        | [ 21 ]        |
| 2004 | Mejor álbum artista canción testimonial            | ¡Argentina quiere cantar! (con Mercedes Sosa y Víctor Heredia) | Ganador                        | [ 21 ]        |
| 2004 | Personalidad del año                               | Personalidad del año                                           | Personalidad del año           | [ 22 ]        |
| 2005 | Mejor DVD                                          | El vivo de León DVD                                            | Nominado                       | [ 23 ]        |
| 2006 | Álbum del año                                      | Por favor, perdón y gracias                                    | Nominado                       | [ 24 ]        |
| 2006 | Mejor álbum artista de rock                        | Por favor, perdón y gracias                                    | Nominado                       | [ 24 ]        |
| 2006 | Ingeniería de grabación                            | Por favor, perdón y gracias                                    | Nominado                       | [ 24 ]        |
| 2006 | Producción del año                                 | Por favor, perdón y gracias                                    | Nominado                       | [ 24 ]        |
| 2006 | Canción del año                                    | «El ángel de la bicicleta»                                     | Ganador                        | [ 24 ]        |
| 2006 | Mejor videoclip                                    | «El ángel de la bicicleta»                                     | Ganador                        | [ 24 ]        |
| 2007 | Álbum del año                                      | 15 años de mi                                                  | Nominado                       | [ 25 ]        |
| 2007 | Mejor álbum/colección de catálogo                  | 15 años de mi                                                  | Ganador                        | [ 25 ]        |
| 2007 | Mejor DVD                                          | 15 años de mi                                                  | Nominado                       | [ 25 ]        |
| 2007 | Producción del año                                 | 15 años de mi                                                  | Nominado                       | [ 25 ]        |
| 2007 | Mejor videoclip                                    | «Todos los caballos blancos (Bonus track)»                     | Nominado                       | [ 25 ]        |
| 2007 | Interpretación del año                             | «Todos los caballos blancos (Bonus track)»                     | Nominado                       | [ 25 ]        |
| 2009 | Mejor colección de catálogo                        | Por partida triple                                             | Ganador                        | [ 26 ]        |
| 2010 | Mejor álbum artista de rock                        | Un León D-mente                                                | Nominado                       | [ 27 ]        |
| 2012 | Mejor álbum artista de rock                        | El desembarco                                                  | Ganador                        | [ 28 ] [ 29 ] |
| 2012 | Mejor álbum artista canción testimonial y de autor | El desembarco                                                  | Ganador                        | [ 28 ] [ 29 ] |
| 2012 | Ingeniería de grabación                            | El desembarco                                                  | Ganador                        | [ 28 ] [ 29 ] |
| 2012 | Producción del año                                 | El desembarco                                                  | Nominado                       | [ 28 ] [ 29 ] |
| 2012 | Mejor videoclip                                    | «Hoy bailaré»                                                  | Ganador                        | [ 28 ] [ 29 ] |
| 2014 | Mejor colección de catálogo                        | Verdaderas canciones de amor                                   | Nominado                       | [ 30 ]        |
| 2014 | Premio Gardel a la trayectoria                     | Premio Gardel a la trayectoria                                 | Premio Gardel a la trayectoria | [ 31 ]        |
| 2023 | Mejor álbum canción de autor                       | El hombrecito del mar                                          | Ganador                        | [ 32 ]        |

### Premios Konex
| Año  | Categoría                 | Período               | Resultado | Ref.   |
| ---- | ------------------------- | --------------------- | --------- | ------ |
| 1985 | Cantante de rock          | Trayectoria Histórica | Ganador   | [ 33 ] |
| 2005 | Solista Masculino de Rock | Trayectoria 1995-2004 | Ganador   | [ 33 ] |
| 2015 | Autor / Compositor        | Trayectoria 2005-2014 | Ganador   | [ 33 ] |